# Geophis fulvoguttatus
Geophis fulvoguttatus es una especie de serpiente que pertenece a la familia Dipsadidae.

## Distribución geográfica y hábitat
Es nativo de El Salvador y del oeste de Honduras. Su rango altitudinal oscila entre 1680 y 2200 m s. n. m.. Su hábitat natural es el bosque nublado. Es una especie terrestre y semifosorial.

## Estado de conservación
Se encuentra amenazada por la pérdida de su hábitat natural.